# Marvin (Dakota du Sud)
Pour les articles homonymes, voir Marvin.
Marvin est une municipalité américaine située dans le comté de Grant, dans l'État du Dakota du Sud. Selon le recensement de 2010, sa population est de 34 habitants.
La municipalité s'étend sur 0,55 milles carrés (1,42 km2). Sur son territoire se trouve l'Abbaye de Blue Cloud.
D'abord appelée Grade Siding, la ville change de nom en 1882. Marvin est choisi en référence à un coffre-fort de cette marque situé dans la pièce, signe de « sécurité ».

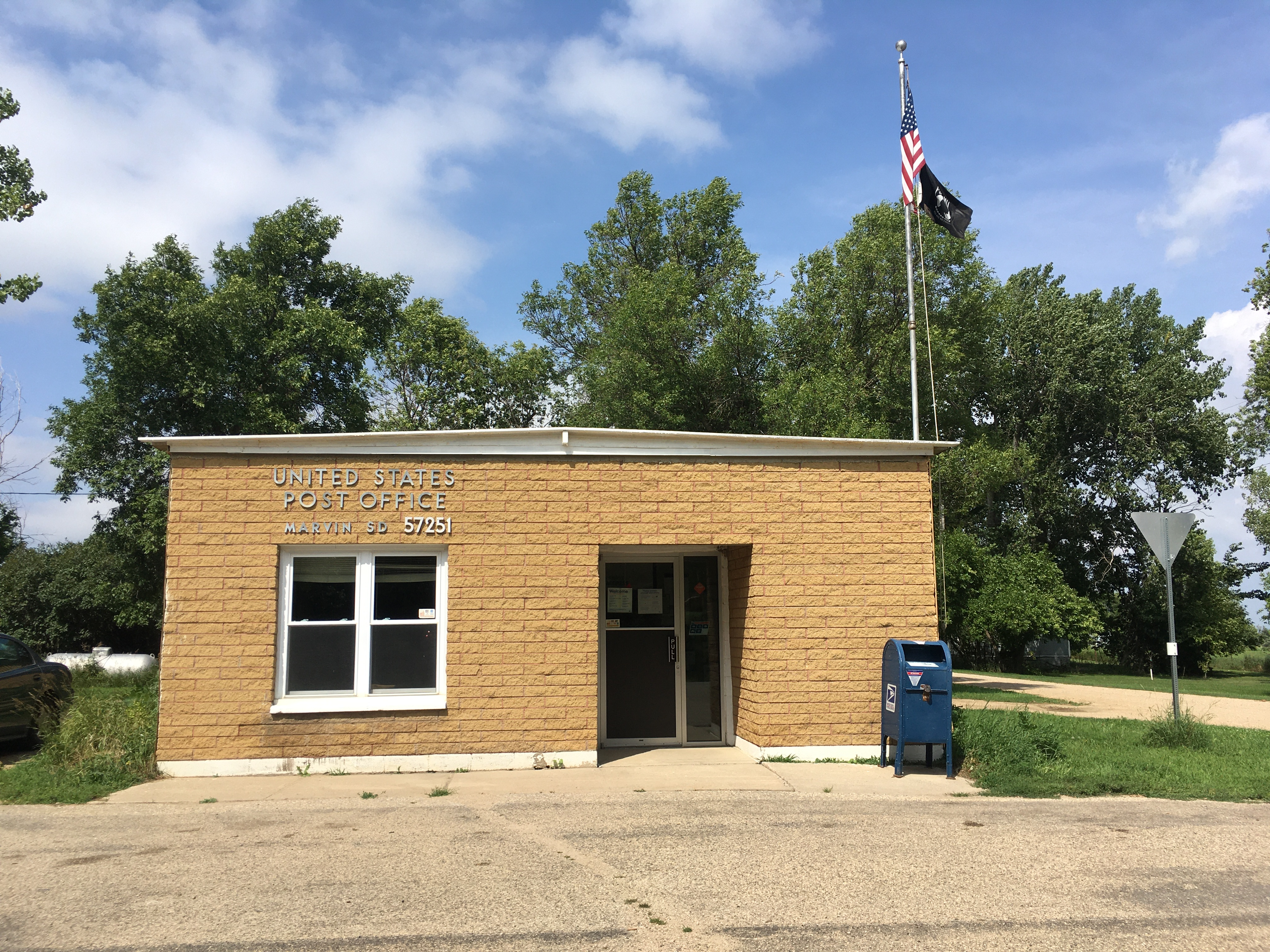
Bureau de poste de Marvin, Dakota du Sud

## Démographie
| 1920 | 1930 | 1940 | 1950 | 1960 | 1970 |
| ---- | ---- | ---- | ---- | ---- | ---- |
| 173  | 150  | 164  | 110  | 93   | 65   |

| 1980 | 1990 | 2000 | 2010 | - | - |
| ---- | ---- | ---- | ---- | - | - |
| 52   | 38   | 66   | 34   | - | - |